# Dawn Arnold
Dawn E. Arnold, née le 23 avril 1966 à Mount Brydges en Ontario, est une administratrice et femme politique canadienne.
Elle est la première mairesse de la ville de Moncton au Nouveau-Brunswick, siégeant de mai 2016 à mars 2025. Depuis, elle occupe le poste de sénatrice représentant le Nouveau-Brunswick au sein du sénat canadien.

## Biographie
Dawn Arnold naît le 23 avril 1966 à Mount Brydges en Ontario où elle grandit. En 1999, elle s'implique dans le Festival Frye, le plus grand événement littéraire du Canada atlantique, et en sera la présidente pendant 15 ans. Son travail de promotion de la littérature lui vaut de recevoir en 2010 l'Ordre du Nouveau-Brunswick.
En mai 2012, elle est élue conseillère générale de la Ville de Moncton au Nouveau-Brunswick et quatre ans plus tard, le 9 mai 2016, elle est élue au poste de mairesse de cette ville, devenant ainsi la première femme à combler ce poste.
Elle est réélue en mai 2021, dans une élection remise pendant une année à cause de la pandémie de Covid-19.
Le 7 mars 2025, elle est nommée membre du Sénat du Canada par la gouverneure générale du Canada, Mary Simon, sous recommandation du premier ministre Justin Trudeau,.